# 비주얼 싱킹
비주얼 싱킹(visual thinking)은 자신의 생각을 글과 이미지 등을 통해 체계화하고 기억력과 이해력을 키우는 시각적 사고 방법이다. 조금 더 간단하게 설명을 하면 생각을 글과 그림으로 표현하고 나누는 것을 말한다.

## 같이 보기
- 무상상
- 콘셉트 맵
- 영재
- 심상
- 마인드맵
- 루돌프 아른하임
- 시각언어